# Тимирязевский (Приморский край)
Тимиря́зевский — посёлок в Уссурийском городском округе Приморского края. Входит в состав Воздвиженской территории.

## Этимология
Посёлок назван в честь Климента Аркадьевича Тимирязева (1843—1920) — русского естествоиспытателя, специалиста по физиологии растений, крупного исследователя фотосинтеза.

## География
Посёлок находится на «старой» автотрассе «Уссури», на расстоянии 5 км к северу от города Уссурийск, административного центра округа.
На восток от посёлка Тимирязевский идёт дорога к станции Лимичёвка. В 2 км севернее посёлка находится село Воздвиженка.

## Население
| 2002 | 2010  | 2021  |
| ---- | ----- | ----- |
| 1716 | ↘1671 | ↗1717 |

## Улицы
| - ул. Вишнёвая, - ул. Вокзальная, - ул. Воложенина, - ул. Горная, - ул. Зелёная, - ул. Крестьянская, - ул. Лесная, | - ул. Механизаторов, - ш. Михайловское, - ул. Садовая, - ул. Северная, - ул. Солнечная, - ул. Южная. |

## Экономика
Сельскохозяйственные предприятия Уссурийского городского округа.

## Инфраструктура
В посёлке располагается Федеральный Научный Центр агробиотехнологий Дальнего Востока им. А.К. Чайки.